# Evan Mawdsley
Evan Mawdsley (1945) es un historiador, profesor de la Universidad de Glasgow.

## Biografía
Nació en 1945. Descrito como un historiador estadounidense, es profesor en la Universidad de Glasgow.
Es autor de obras como The Russian Revolution and the Baltic Fleet. War and Politics, February 1917—April 1918 (Macmillan, 1978), The Russian Civil War (Allen & Unwin, 1987), The Stalin Years: The Soviet Union, 1929–1953 (Manchester University Press, 1998), The Soviet Elite from Lenin to Gorbachev: The Central Committee and Its Members, 1917-1991 (Oxford University Press, 2000), junto a Stephen White, Thunder in the East: The Nazi-Soviet War, 1941-1945 (Oxford University Press, 2005), World War II: A New History (Cambridge University Press, 2009) y December 1941: Twelve Days That Began a World War (Yale University Press, 2011), entre otras.